# Franklin (förnamn)

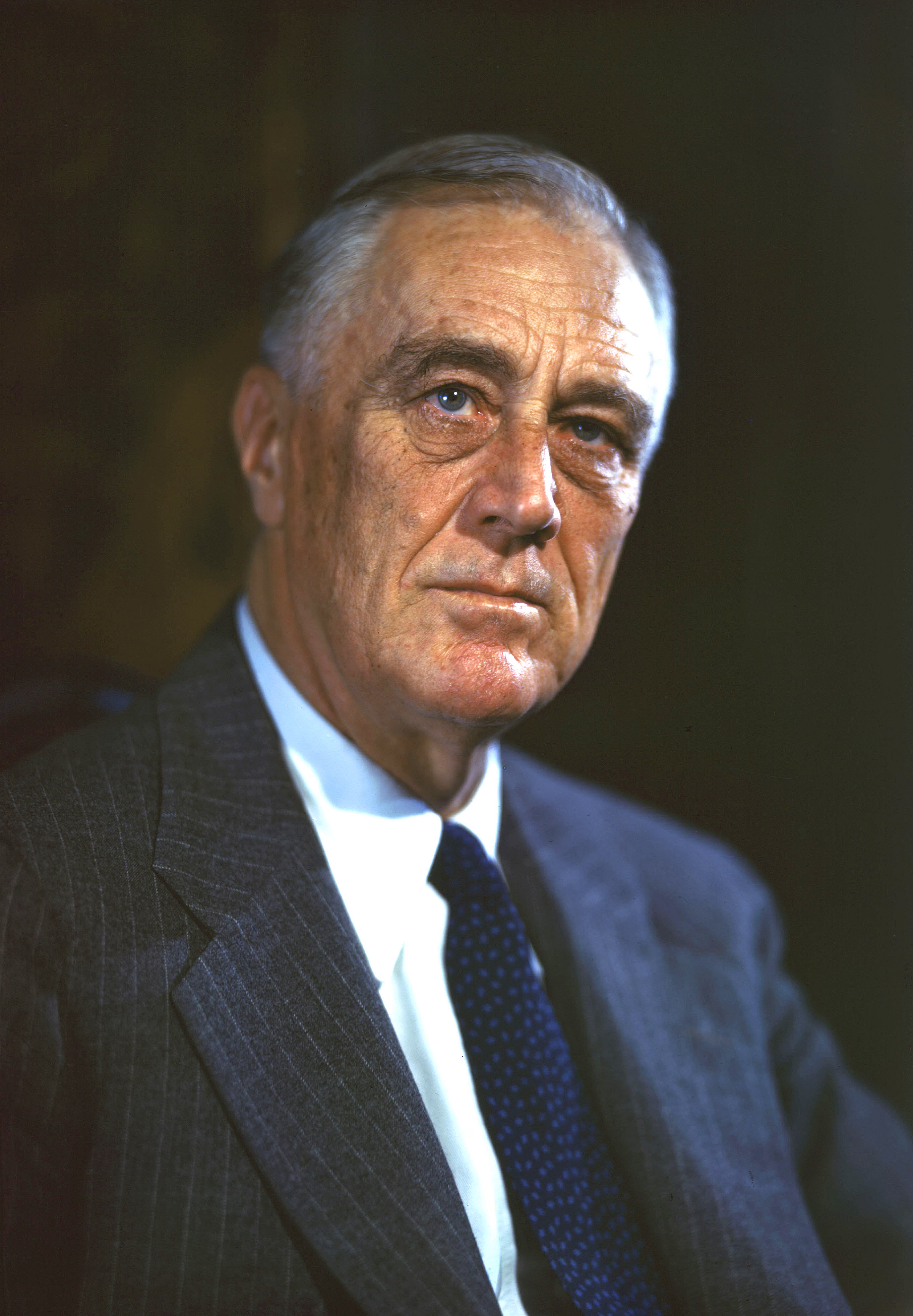
Franklin D. Roosevelt, 1944.

Franklin är ett engelskt mansnamn. Ursprunget är efternamnet Franklin från medelengelska frankelin (fri man). Förnamet kommer ifrån att hedra Benjamin Franklin.
I juli 2025 hade 344 personer i Sverige förnamnet Franklin.

## Personer med förnamnet Franklin
- Franklin Buchanan (1800–1874), amerikansk sjömilitär, amiral i sydstatsflottan
- Franklin Edson (1832–1904), amerikansk politiker, New Yorks borgmästare
- Franklin Hobbs (född 1947), roddare
- Franklin Pierce (1804–1869), USA:s 14:e president
- Franklin D. Roosevelt (1882–1945), USA:s 32:a president